# Ketlen Wiggers
Ketlen Wiggers nota come Ketlen o Barbie (Rio Fortuna, 7 gennaio 1992) è una calciatrice brasiliana, attaccante del Santos.

## Nome e soprannomi
La giocatrice si presenta abitualmente con il nome di battesimo Ketlen, talora scritto con un 7 al posto della T ("Ke7len"), con riferimento al numero di maglia preferito.
Come è uso comune in Brasile, Ketlen ha ricevuto dei soprannomi. In un'intervista fatta mentre era nel Pernambuco ne ricordava quattro, quello da lei definito "il più affettuoso", Teté, e tre legati all'aspetto fisico della giocatrice, con carnagione chiara, capelli biondi e occhi azzurri: Branquela (vezzeggiativo di branca, "bianca"), Galega ("bionda" in portoghese brasiliano) e Barbie (con riferimento alla nota bambola). Quest'ultimo è il soprannome che ha finito per prevalere e che è registrato anche dalla Confederazione brasiliana di calcio.

## Carriera

### Club
Nel 2008 ha vinto la Copa do Brasil con il Santos, segnando quattro gol nelle partite del torneo, due dei quali nelle finali di andata e di ritorno, vinte per 3-1 e 3-0 contro lo Sport di Recife.
Nel 2011 ha giocato per il Flamengo e il Bangu prima di trasferirsi nel Pernambuco per giocare nel Vitória da Tabocas. Con quest'ultima squadra è stata seconda marcatrice della Copa do Brasil nel 2012 e nel 2013. Dopo la Copa do Brasil del 2013 è passata al Centro Olímpico con il quale ha disputato e vinto il campionato brasiliano del 2013.
Sempre nel 2013, nella pausa tra i due campionati brasiliani, si trasferisce in Europa per giocare il suo primo campionato all'estero, quello svedese, sottoscrivendo un accordo con il Vittsjö GIK. Disputa l'edizione 2013 della Damallsvenskan, primo livello del campionato nazionale, marcando 5 presenze prima di ritornare in Brasile.
Nel 2015 si trasferisce negli Stati Uniti d'America per disputare il suo secondo campionato estero, la National Women's Soccer League, stipulando un contratto con il Boston Breakers, tuttavia ottiene la rescissione dell'accordo dopo essere scesa in campo in un solo incontro di campionato a causa della difficoltà ad ambientarsi distante da casa.
Tornata nuovamente in Brasile, si accorda con il Santos, società con la quale disputa i successivi campionati campionati.

### Nazionale
Ketlen inizia ad essere convocata dalla Federcalcio brasiliana nel 2008, inserita dal tecnico federale Marcos Gaspar nella rosa delle 21 calciatrici della formazione Under-17 che affronta la prima edizione del Mondiale di categoria, quello di Nuova Zelanda 2008. In quell'occasione Gaspar la impiega in tutti i tre incontri disputati dal Brasile nel gruppo D della fase a gironi, dove le prestazioni della squadra non si rivelano all’altezza delle avversarie che, con due sconfitte e un pareggio, quello terminato 2-2 con la Nigeria dove Ketlen apre le marcature al 35', conclude al quarto e ultimo posto del girone venendo così eliminata già alla fase preliminare.
Con la nazionale brasiliana ha conquistato la medaglia d'argento ai giochi panamericani del 2011.